# Microporellus labyrinthiformis
Microporellus labyrinthiformis är en svampart som beskrevs av Corner 1987. Microporellus labyrinthiformis ingår i släktet Microporellus och familjen Polyporaceae.   Inga underarter finns listade i Catalogue of Life.